# Gobionellus
Gobionellus – rodzaj ryb z rodziny babkowatych.

## Klasyfikacja
Gatunki zaliczane do tego rodzaju:
- Gobionellus daguae
- Gobionellus hastatus
- Gobionellus liolepis
- Gobionellus microdon
- Gobionellus munizi
- Gobionellus occidentalis
- Gobionellus oceanicus
- Gobioides peruanus
- Gobionellus stomatus